# Imaginary (film)
Pour plus de détails, voir Fiche technique et Distribution.
Imaginary ou Imaginaire au Québec (Imaginary) est un film américain réalisé par Jeff Wadlow et sorti en 2024.

## Fiche technique
Sauf indication contraire, les informations mentionnées dans cette section peuvent être confirmées par la base de données cinématographiques IMDb,  présente dans la section « Liens externes ».
- Titre original et français : Imaginary
- Titre québécois : Imaginaire[1]
- Réalisation : Jeff Wadlow
- Scénario : Greg Erb, Jason Oremland et Jeff Wadlow
- Musique : Sparks & Shadows
- Direction artistique : Kirsten Oglesby
- Décors : Meghan C. Rogers
- Costumes : Eulyn Colette Hufkie
- Photographie : James McMillan
- Montage : Sean Albertson
- Production : Jason Blum et Jeff Wadlow
- Coproduction : Sean Albertson, Paige Pemberton, Jennifer Scudder Trent et Paul Uddo
- Production déléguée : Ryan Turek et DeWanda Wise
- Production associée : Garette Ratliff Henson
- Sociétés de production : Blumhouse Productions et Tower of Babble Entertainment
- Sociétés de distribution : Lionsgate (États-Unis) ; Cineplex Pictures (Québec)[1], Metropolitan Filmexport (France)
- Budget : 10[2],[3]–13 millions $[4]
- Pays de production :  États-Unis
- Langue originale : anglais
- Format : couleur – 2,39:1
- Genre : horreur
- Durée : 104 minutes
- Dates de sortie :
  - Belgique, France : 6 mars 2024
  - États-Unis, Québec[1] : 8 mars 2024

## Distribution
- DeWanda Wise (VF : Aurélie Konaté ; VQ : Florence Blain Mbaye) : Jessica
- Betty Buckley (VF : Annie Sinigalia ; VQ : Anne Caron) : Gloria
- Tom Payne (VF : Cyril Descours ; VQ : Maël Davan-Soulas) : Max
- Pyper Braun (VF : Bianca Tomassian ; VQ : Emma Bao Linh) : Alice
- Verónica Falcón (VF : Céline Ronté) : Dr Alana Soto
- Dane DiLiegro : Chauncey
- Matt Sato (VF : Aloïs Agaësse-Mahieu ; VQ : Philippe Vanasse-Paquet) : Liam
- Taegen Burns (VF : Jaynélia Coadou ; VQ : Célia Gouin-Arsenault) : Taylor
- Samuel Salary (VF : Günther Germain) : Ben

## Tournage
Le tournage a lieu, entre le 18 mai et le 29 juin 2023, à La Nouvelle-Orléans, en Louisiane.